# Dreamfall Chapters
«Dreamfall Chapters: The Longest Journey» (норв. «Drømmefall Kapitler: Den lengste reisen») — комп'ютерна гра в жанрі квест, продовження культових квестів «The Longest Journey» та «Dreamfall: The Longest Journey». Перший епізод гри вийшов 21 квітня 2014 року, реліз остаточної версії гри, що включала у себе усі епізоди, відбувся 5 травня (для ігрових консолей) та 21 липня (версія для ПК) 2017 року.
Дія гри розгортається в двох паралельних світах: Старку, антиутопічному майбутньому Землі, і Аркадії, його магічному світі-двійнику. Сюжет гри продовжує розпочату в Dreamfall історію, головна героїня якої, Зої Кастільо, розкрила злочинну змову з метою крадіжки снів мешканців обох світів і захоплення влади над ними, але була впала в кому в кінці попередньої гри. У Chapters їй потрібно заново знайти своє призначення в житті, і творці описують головну тему гри як «глави/періоди життя».
Гру створила незалежна норвезька студія Red Thread Games за ліцензією Funcom (власника прав на серію) під керівництвом творця обох попередніх частин Раґнара Торнквіста. Її розробку було профінансовано фанатами серії, які пожертвували понад півтора мільйона доларів через сайт Kickstarter, а також грантом від Норвезького інституту кіно.

## Історія розробки
Компанія Funcom, власник прав на оригінальну серію, оголосила про розробку нової гри в ігровому світі ще 1 березня 2007 року. Однак незважаючи на те, що сюжет гри був готовий, початок активної розробки довелося відкласти до кінця 2012 року, оскільки вся команда, яка працювала над Dreamfall, була перекинута на створення нової гри Funcom — The Secret World.
1 листопада 2012 року прес-служба Funcom оголосила, що Раґнар Торнквіст заснував власну студію під назвою Red Thread Games, яка надалі займеться розробкою Dreamfall Chapters за ліцензією Funcom. Задля фінансування гри розробники звернулись до фанатів серії, які протягом лютого-березня 2013 року пожертвували на розробку більш ніж півтора мільйона доларів у ході кампанії по збору коштів на сайті Kickstarter. Ще близько півмільйона доларів було отримано в якості грантів від Норвезького інституту кіно. 

## Ігровий процес
Dreamfall Chapters спочатку розроблялася на ігровому рушії Unity 4, але була ретроактивно оновлена до Unity 5 перед виходом четвертої книги. Вона має велике 3D-середовище, на відміну від 2D-фонів у The Longest Journey та менших 3D-локацій у Dreamfall. Хоча гра не є повністю відкритим світом, вона містить кілька вільних дослідницьких рівнів, таких як Європоліс і Маркурія, і винагороджує гравців за дослідження рівнів і знаходження секретів. Самі локації дещо змінюються в міру просування сюжету, щоб відобразити плин часу.
Гравець керує персонажами з вигляду від третьої особи через плече, використовуючи або клавіші WASD і мишку, або геймпад. Інтерактивні персонажі та об'єкти підсвічуються на екрані, що дозволяє гравцеві взаємодіяти з ними за допомогою миші та контекстного меню. Хоча гра підтримує ігрові контролери, вона була оптимізована для ПК. Ігровий процес зосереджений на дослідженні оточення та історії, а також на вирішенні головоломок. Діалоги з NPC та діалогові головоломки складають близько половини ігрового часу. Екранний інтерфейс за замовчуванням прихований для кращого занурення. У Dreamfall Chapters немає бойового або стелс-ігроладу.